# Bracon gastroideae
Bracon gastroideae är en stekelart som beskrevs av William Harris Ashmead 1889. Bracon gastroideae ingår i släktet Bracon och familjen bracksteklar. Inga underarter finns listade.